# Zentralplatz-Forschung
Die Zentralplatz-Forschung oder -archäologie ist in die Analyse eisenzeitlicher Hallen in Skandinavien eingebunden. Ziel ist es, Geflechte von eisenzeitlichen Herrschaftssitzen respektive Reichtumszentren auszuweisen, die auf Handel basieren. Die insbesondere anhand der Hallen wahrnehmbaren Zentren sind vereinzelt bereits während der späten Bronzezeit (600 v. Chr.) archäologisch nachzuweisen und bestehen teilweise bis in die Vendel- und Wikingerzeit fort.
Nahezu zeitgleiche Entdeckungen der Hallen im dänischen Gudme und im norwegischen aktivierten Ende der 1980er Jahre die dänische und skandinavische Forschung. Es wurden z. B. Hallen in Helgö, Slöinge und Uppåkra in Schweden, Borre und Forsand in Norwegen und am Tissø in Dänemark ausgegraben. Dies führte zur Untersuchung nachweislicher „Fürstensitze“ (z. B. Alt-Uppsala) in der Hoffnung, auch dort Hallen belegen zu können. Während in Dänemark im Jahre 2003 insgesamt 40 Hallen- bzw. Zentralplätze bekannt waren, waren es zehn Jahre zuvor erst 12.
Basis der Debatte über nordeuropäische Hallen sind die Arbeiten des norwegischen Archäologen Harald Egenæs Lund (1910–1972) und in jüngerer Zeit des schwedischen Archäologen Frands Herschend, der feststellt, dass Hallen ausschließlich als Versammlungsräume dienten. Herschends Definition lautet:
1. Die Halle besteht aus einem Raum mit einem Minimum an Pfosten.
2. Sie ist Teil eines Hofkomplexes.
3. Sie hat eine besondere Lage innerhalb des Hofkomplexes.
4. Die Feuerstellen der Halle wurden nicht für alltägliche Dinge (Kochen, Handwerk) genutzt.
5. Die Funde in der Halle haben einen anderen Charakter als jene außerhalb der Halle oder in anderen Hofgebäuden.

Zu Beginn des 8. Jahrhunderts entstanden auch südlich der Ostsee in unmittelbarer Küstennähe nahezu gleichzeitig Handels- und Marktplätze, die strukturell und im Fundmaterial dänisch/skandinavische Einflüsse, jedoch keine Hallen, aufweisen. Groß Strömkendorf/Reric, Haithabu, Menzlin, Ralswiek und Rostock-Dierkow, bildeten für etwa 100 Jahre den südwestlichen Teil des Versorgungssystems im Ostseeraum. Eine Liste für Zentralplatzindikatoren findet sich bei Charlotte Fabech und Bertil Helgeson.
Ortsnamensforscher haben dargelegt, dass sich Hinweise auf Hallen eventuell in Hofnamen überlieferten, wie beispielsweise bei Uppsala (= Sala). Im Rahmen literaturgeschichtlicher Analysen werden übergreifende Deutungen vorgenommen, wobei insbesondere die Heldendichtung des Beowulf genannt wird.
Die Hallenforschung wurde bisher primär von archäologischer Seite betrieben. Analysen zeigen, dass viele Hallen niederbrannten (z. B. die 2009 entdeckte Halle von Uppåkra). Dies deutet darauf hin, dass die Halle nicht wie eine Hofstelle aufgegeben oder verlagert wurde, sondern ihre Bedeutung erst mit der Zerstörung verlor. In Högom wurde über der abgebrannten Halle ein Grabhügel errichtet. Parallel dazu werden Hallen auch in anderen Schriftquellen (Nibelungenlied) auffallend häufig angezündet.
Ohne den Nachweis von Hallen sind in Sievern in der Gemeinde Geestland im Landkreis Cuxhaven in Niedersachsen und in Füsing an der Schlei in Schleswig-Holstein Strukturen entdeckt worden, die den dänisch/skandinavischen Zentren in etwa entsprechen.